# 轩辕增十九
轩辕增十九又叫轩辕增廿，西名巨蟹座55（55 Cancri），是一對位於巨蟹座的雙星系統，距離地球約41光年。巨蟹座55的兩顆恆分別是巨蟹座55A和巨蟹座55B，其中巨蟹座55A是一顆與太陽差不多的黃矮星，而巨蟹座55B是一顆紅矮星，這顆恆星的距離比地球和太陽之間的距離大上1000倍，但以恆星的尺度來，他們兩個恆星可說是幾乎靠在一起。迄2008年，已發現5個環繞著巨蟹座55A的太陽系外行星，其中4個是性質跟木星類似的氣態巨行星，其中最靠近母恆星的大小就和海王星差不多，另外還有1顆是由岩石構成的岩石行星。也因為這樣，讓巨蟹座55成了目前發現最多太陽系外行星的雙星系統，而且由美國國家航空暨太空總署規劃的類地行星發現者也把巨蟹座55A列為第63個關注的恆星（共有100個）。

## 名稱
“巨蟹座 55”，恆星的佛氏編號，似乎比拜耳命名法的“巨蟹座 ρ1”更常被用到，而一般都是後者較常被使用——像是牧夫座 τ就比牧夫座 4更常被使用。但是在這個狀況下，ρ1使用起來相當累贅，因此巨蟹座 55就比較常被使用。

## 距離和能見度
巨蟹座55距離地球可說是相當的近：根據依巴谷衛星天體測量衛星測量巨蟹座55A得到的視差數據，它的視差為79.80毫角秒，換算成距離應該為12.5秒差距（41光年）。因此可以推斷巨蟹座55B的距離應該是也差不多，因為它們是雙星。巨蟹座55A的星等為 5.95等，在黑暗不受光污染的地方可以用肉眼勉強看見，至於巨蟹座55B的星等為13等，必需用望遠鏡才看得見。

## 系統成員
巨蟹座55A在赫羅圖上的位置在主序帶上，恆星光譜G8V型，代表它是一顆黃矮星。巨蟹座55A的半徑和質量比太陽略小一些，所以它的光度也比太陽低，而且巨蟹座55A的表面也很少有活動，只是偶而會在色球層噴出一些閃焰。另外，巨蟹座55A富含著許多比氦重的元素，像是它的金屬量就高達太陽的186%，這讓他被歸類為一種罕見的超富金屬恆星（SPR；在天文學裡，金屬這名詞是指任何比氦重的元素），也因為巨蟹座55A含有大量的金屬，而導致難以估計它的年齡，因為目前描述恆星形成的模型無法解釋這種恆星的形成。不過天文學家還是以巨蟹座55A色球層的活動量來推斷它的年齡，經過估計後，巨蟹座55A的年齡大約為55億歲。目前天文學家提出關於巨蟹座55A和超富金屬恆星形成的假設就是，其實它們並不是真正含有金屬，而是它們在形成的時候，含有大量金屬的原行星盤掉入恆星裡，並污染了恆星的表層。也就是說巨蟹座55A的表層含有大量金屬，並不是來自恆星演化的過程，而缺乏至深層的對流層作用，使得外層始終保持著較高比率的金屬量。以次微米波觀察巨蟹座 55A的區域迄今仍未查出任何伴生的塵埃。以850 μm的波長觀察至100AU的範圍，輻射量是850 mJy，這表示其中塵埃總質量的上限是地球質量的0.01%。當然，這不足以排除存在者等同於古柏帶的小行星帶。
巨蟹座55B是一個環繞著巨蟹座55A的紅矮星，距離他的伴星有1065AU，無論它質量或著是半徑都比太陽小的多。儘管巨蟹座55A和巨蟹座55B有一定的距離，但是他們兩個都還是被重力緊緊的綁在一起，像是它們都有一致的自行。目前有跡象顯示巨蟹座55B也是雙星系統，但是一切都還沒有確定。

## 行星系統

巨蟹座55 行星系統的內層（黑色）和我們太陽系的比較。

在1997年，一個環繞著巨蟹座55A的行星與牧夫座υb與仙女座υb一起被美國加州的傑弗里·馬西和P·巴特勒發現。行星的名稱為巨蟹座55b，但是为了避免與巨蟹座55A的伴星巨蟹座55B弄混，因此他又叫做巨蟹座55Ab。巨蟹座55Ab是以徑向速度的方法發現，公轉週期14.7天，而且它的質量至少有木星質量78%。在觀測巨蟹座55A會發現恆星一些擺動，雖然巨蟹座55Ab可以解釋這一點，但是將巨蟹座55Ab的影響考慮進去後，還是有一些擺動無發解釋，因此天文學家懷疑還有其他的行星環繞著巨蟹座55A。1998年，在巨蟹座55A附近發現了一個吸積盤。計算導出它的半經大該有40AU，對天球的平面有25°的傾斜，它與太陽系的古柏帶類似，可能是由許小行星和彗星組成，但是在巨蟹座55A的積盤卻比古柏帶小。然而，這項發現未能被證實並被認為是背景輻射導致的錯誤結果。

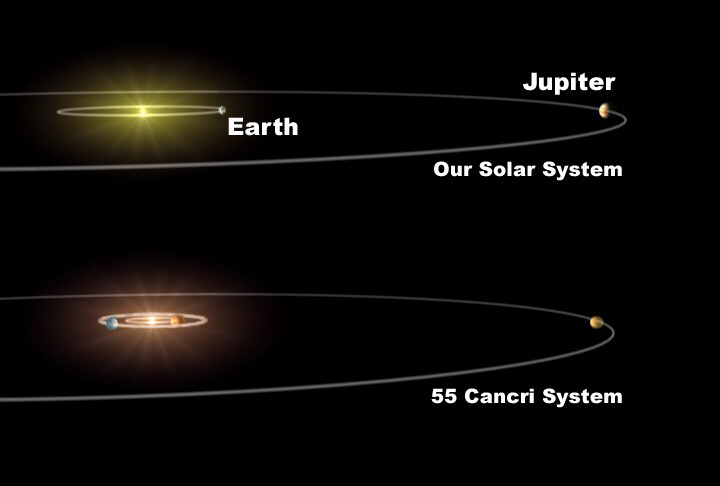
我們的所在的太陽系與巨蟹座 55的系統比較。

到了2002年，又發現一個行星在離巨蟹座55A約五天文單位處環繞著巨蟹座55A，這次也是賜徑向速度的觀測結果，這個行星被命名為巨蟹座55d，它的質量有木星的4倍之多，公轉週期有4517.4天，軌道離心率大約有0.1左右。雖然巨蟹座55A已經發現了兩個行星環繞著它，但是這還是無法完全解釋它的擺動，例如有一個週期為43天的擺動就無發解釋，因此天文學家自然就會想到，還有另一個行星在環繞著巨蟹座55A，果然不出所料，在同一年又發現了一個行星叫巨蟹座55c。在2004年，又發現了一個環繞著巨蟹座55A，名稱為巨蟹座55e，它是所有離巨蟹座55A最近的一個行星，公轉周期只有2.8天，這個行星很有趣的是，它的質量只有14.21±2.91個地球質量，代表他是一個很小的氣體行星或著是很大的類地行星。而且巨蟹座55e的發現也證實了巨蟹座55c的存在。另一方面，哈伯太空望遠鏡所進行的天體測量估計出行星軌道的傾斜：相對於天空的平面傾斜約53°。假設這個系統是共平面的，則意味著行星真實的質量會比經由視線速度觀察到的質量下限要大約25%。

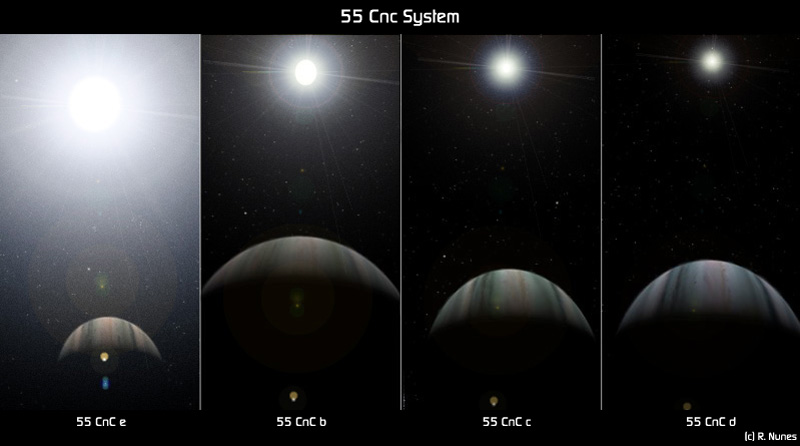
巨蟹座55A的行星

在2005年，傑克·偉斯登在重新分析巨蟹座 55e 的發現資料時起了懷疑。依照他的看法，不是一顆週期2.8天的行星，而應該是一顆質量與海王星相似，軌道週期261天的行星 (距離相當於0.77AU) 。它的分析在2007年11月得到了證實，有一顆質量是土星一半的行星以260天的週期在巨蟹座 55的適居帶內環繞者，並被標示為巨蟹座 55f。這顆行星本身被認為不適於生物，但假設有衛星或特洛依行星，或許能維持微生物的生存。
2007年11月，舊金山州立大學的天文學家D·費捨爾出版論文說明，其實巨蟹座55f和巨蟹座55e皆存在。
以下是巨蟹座55A所有行星的簡表:

| 符號 | 質量 (MJ)       | 公轉週期 (天)     | 離母恆星距離 (AU) | 離心率        |
| ---- | --------------- | ----------------- | ----------------- | ------------- |
| b    | >0.824 ± 0.007  | 14.65162 ± 0.0007 | 0.115 ± 0.0001    | 0.014 ± 0.008 |
| c    | >0.169 ± 0.008  | 43.93 ± 0.021     | 0.240 ± 4.5×10−5  | 0.086 ± 0.052 |
| d    | >3.835 ± 0.08   | 5218 ± 230        | 5.77 ± 0.11       | 0.025 ± 0.03  |
| e    | >0.034 ± 0.0036 | 2.81705 ± 0.0001  | 0.038 ± 10−6      | 0.07 ± 0.06   |
| f    | >0.144 ± 0.04   | 260 ± 1.1         | 0.781 ± 0.007     | 0.2 ± 0.2     |

## 探測生命
目前主动搜寻地外文明计划（METI）有利用雷達發送訊號給巨蟹座55，他們主要是發送地球的訊號給最有可能有外星生命的恆星，而因為巨蟹座55f行星就位于適居帶，因此巨蟹座55也是搜索地外文明的行動的目標之一。發射訊號的歐亞大陸最大的70米雷達在烏克蘭境內的叶夫帕托里亚，訊息名稱為宇宙的呼喚 2，2003年6月3日發送訊號，並預計在2044年5月訊號會到達。

## 外部連結
- SIMBAD: HD 75732 -- High proper-motion Star
- SIMBAD: HD 75732B -- High proper-motion Star
- Astronomers Find Fifth Planet Around 55 Cancri
- The Extrasolar Planets Encyclopaedia: Notes for star 55 Cnc（页面存档备份，存于）
- SolStation: 55 Cancri 2（页面存档备份，存于）
- Extrasolar Visions: 55 Cancri
- 55 Cancri from The Planet Project at the University of Illinois at Urbana-Champaign
- Astronomers searching for distant Earths find two Neptunes（页面存档备份，存于）